# Corynostylis
Corynostylis es un género de plantas con flores perteneciente a la familia Violaceae. Comprende cuatro especies.

## Especies aceptadas
- Corynostylis arborea (L.) S.F.Blake
- Corynostylis carthagenensis H.Karst.
- Corynostylis pubescens S.Moore
- Corynostylis volubilis L.B.Sm. & A.Fernández